# كريستيان فون بولو
كريستيان فون بولو هو متسابق يخت دنماركي، ولد في 14 ديسمبر 1917 في كوبنهاغن في الدنمارك، وتوفي في 13 يناير 2002.

## وصلات خارجية
- كريستيان فون بولو على موقع الاتحاد الدولي للملاحة الشراعية (موقع جديد) (الإنجليزية)
- كريستيان فون بولو على موقع الاتحاد الدولي للملاحة الشراعية (موقع قديم) (الإنجليزية)
- كريستيان فون بولو على موقع اللجنة الأولمبية الدولية (الإنجليزية)
- كريستيان فون بولو على موقع أوليمبيديا (الإنجليزية)